# Ruatoki
Ruatoki est une localité située dans la région de la baie de l’Abondance dans le nord de l'Île du Nord de la Nouvelle-Zélande.

## Situation
Elle est localisée à la base de la vallée de Te Urewera, à environ 20 km au sud de la ville de Whakatane .

## Population
La communauté à prédominance  Māori d’approximativement 600 personnes, affiliée avec l’iwi des Tūhoe  avec au moins 10 maraes localisés dans le secteur .

## Histoire
Ruatoki était un des principaux sites impliqués dans le raid anti-terroriste de 2007 (en), conduit dans le cadre du Terrorism Suppression Act 2002 (en) ,.

## Éducation
C’est le siège de l’école Te Wharekura o Ruatoki (en).